# ATP Saragozza 1994
L'ATP Saragozza 1994 è stato un torneo di tennis giocato sulla terra rossa. È stata la 2ª edizione dell'ATP Saragozza, che fa parte della categoria World Series nell'ambito dell'ATP Tour 1994.
Il torneo si è giocato a Saragozza in Spagna dal 7 al 20 marzo 1994.

## Campioni

### Singolare maschile
Magnus Larsson ha battuto in finale  Lars Rehmann con il punteggio di 6–4, 6–4

### Doppio maschile
Henrik Holm /  Anders Järryd hanno battuto in finale  Martin Damm /  Karel Nováček con il punteggio di 7–5, 6–2